# Arthur Hunt
Arthur William James Hunt (Lambeth, 27 agosto 1886 – Bridgwater, 29 settembre 1949) è stato un pallanuotista britannico, che ha partecipato ai Giochi di Parigi 1924.
Nello stesso torneo olimpico, ha avuto l'onore di portare la bandiera nazionale della Gran Bretagna alla cerimonia di apertura, diventando il terzo giocatore di pallanuoto ad essere un portabandiera alle cerimonie di apertura e chiusura delle Olimpiadi.